# ویسکا-ویش
ویسکا-ویش (به لاتین: Wieska-Wieś) یک روستا در لهستان است که در گمینا یابووننا لاتسکا واقع شده‌است.